# Nostalgiebahnen in Kärnten
Die Nostalgiebahnen in Kärnten (NBiK) sind ein österreichischer Verein, entstanden aus einer Gruppe von Eisenbahnfreunden, die sich 1990 vom Verein „KMB-Kärntner Museumsbahnen“ abgespalten haben.

## Geschichte
Im Frühjahr 1990 wurde in Klagenfurt der Verein Nostalgiebahnen in Kärnten – Museum für Technik und Verkehr gegründet. Auslöser für die Gründung waren interne Differenzen bei den „Kärntner Museumsbahnen-KMB“, deren Vorstand die Vereinsaktivitäten auf die schmalspurige „Gurktal-Museumsbahn“ (erste Museumsbahn Österreichs) beschränkt sehen wollte. Eine Gruppe von ca. 20 Mitgliedern, die auch andere Teilbereiche historischen Verkehrswesens für die Nachwelt sichern wollten, trat aus dem Verein aus und gründete die „Nostalgiebahnen in Kärnten“. Heute sind die Nostalgiebahnen in Kärnten eines der größten Unternehmen im Bereich historischer Verkehrsmittel und historischer Technik in Österreich und dem vielfältigsten Programm zur Schiene, zur Straße oder am Wasser. Der Verein, der 2021 rund 380 Mitglieder zählt, davon ca. 120 Aktive, betreibt die hier vorgestellten Verkehrsmittel auf ehrenamtlicher Basis.
Im Eingangsbereich befindet sich eine kurze Museumsfeldbahn, die aus Beständen der abgebauten Waldbahn Naßwald errichtet wurde.

## Rosentaler Dampfzüge

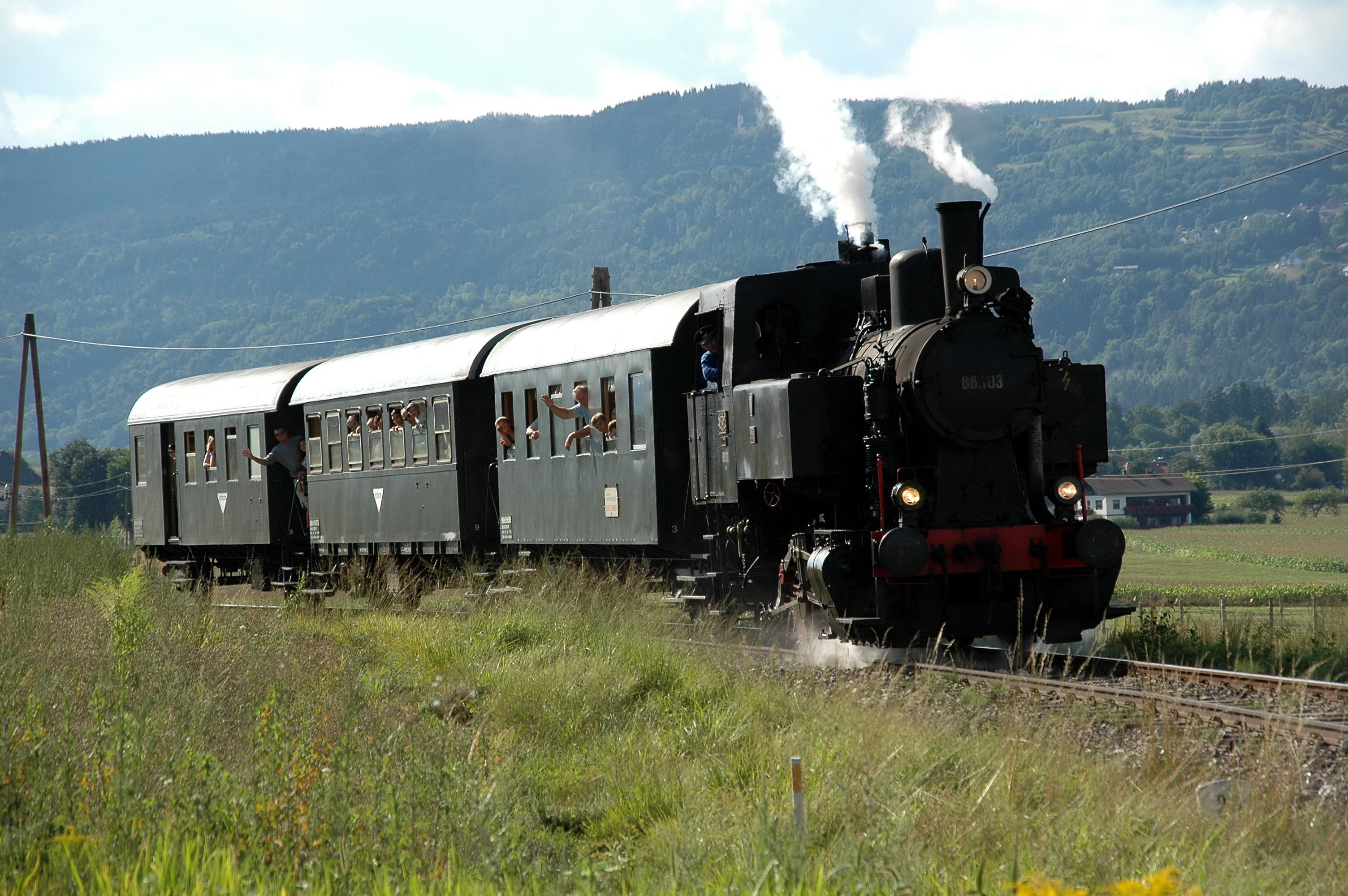
Rosentaler Dampfzug bei Kirschentheuer

Zwischen den Bahnhöfen Weizelsdorf (an der ÖBB-Strecke Klagenfurt – Weizelsdorf) und Ferlach verkehren in den Sommermonaten am Wochenende Züge mit Dampflokomotive und Wagen mit offenen Plattformen im Stil der 1950er Jahre. Die circa sechs Kilometer lange Strecke war Teil der Karawankenbahn, die von St. Veit/Glan über das Rosental bis nach Laibach führte. Sie diente in erster Linie dem Güterverkehr zu den KESTAG-Stahlwerken und dem Transport von Holz. Der Personenverkehr wurde in den 1950er Jahren, der Güterverkehr in den 1990er Jahren eingestellt. Den Nostalgiebahnen gelang es, die Strecke von den ÖBB zu kaufen und als Museumsbahn weiterzubetreiben. Die Fahrt dauert je Richtung ca. 30 Minuten. In Ferlach besteht – mit einem Nostalgiebus oder der „Histotram“ – eine Anschlussmöglichkeit zum Museum „Historama“. Bei der Fahrt von Weizelsdorf nach Ferlach besteht die Möglichkeit, bei einem Fotohalt Bild- und Tonaufnahmen des vorbeifahrenden Zuges zu machen. Als besondere Highlight fährt an bestimmten Tagen während des Sommers die Dampftramwaylokomotive „Adele“ aus Budapest auf der Strecke. Bei Kindern beliebt sind auch die „Nikolauszüge“, die rund um den 6. Dezember auf der Strecke verkehren und die auch regelmäßig vom Krampus besucht werden.
Nachdem die Österreichischen Bundesbahnen im Dezember 2016 den Gesamtverkehr auf der Strecke von Weizelsdorf bis Rosenbach eingestellt hatten, übernahm das Land Kärnten diesen Streckenabschnitt. Für die Erhaltung und Nutzung wurden die Nostalgiebahnen in Kärnten als Partner gewonnen. 2020 fanden die ersten Dampfzugfahrten auf der „neuen“ Strecke von Feistritz im Rosental über Weizelsdorf nach Ferlach statt, 2021 wird erstmals seit 5 Jahren wieder die gesamte „Rosentalbahn“ von Rosenbach aus mit Dampfzügen öffentlich befahrbar sein. Ab 2022 ist ein regelmäßiger Betrieb zwischen Feistritz und Ferlach auch unter der Woche geplant; der dafür vorgesehene „Carnica-Draisinenexpress“ wurde in der vereinseigenen Werkstätte gebaut und ist seit 2023 im Einsatz.

## HISTORAMA – Museum für Technik und Verkehr

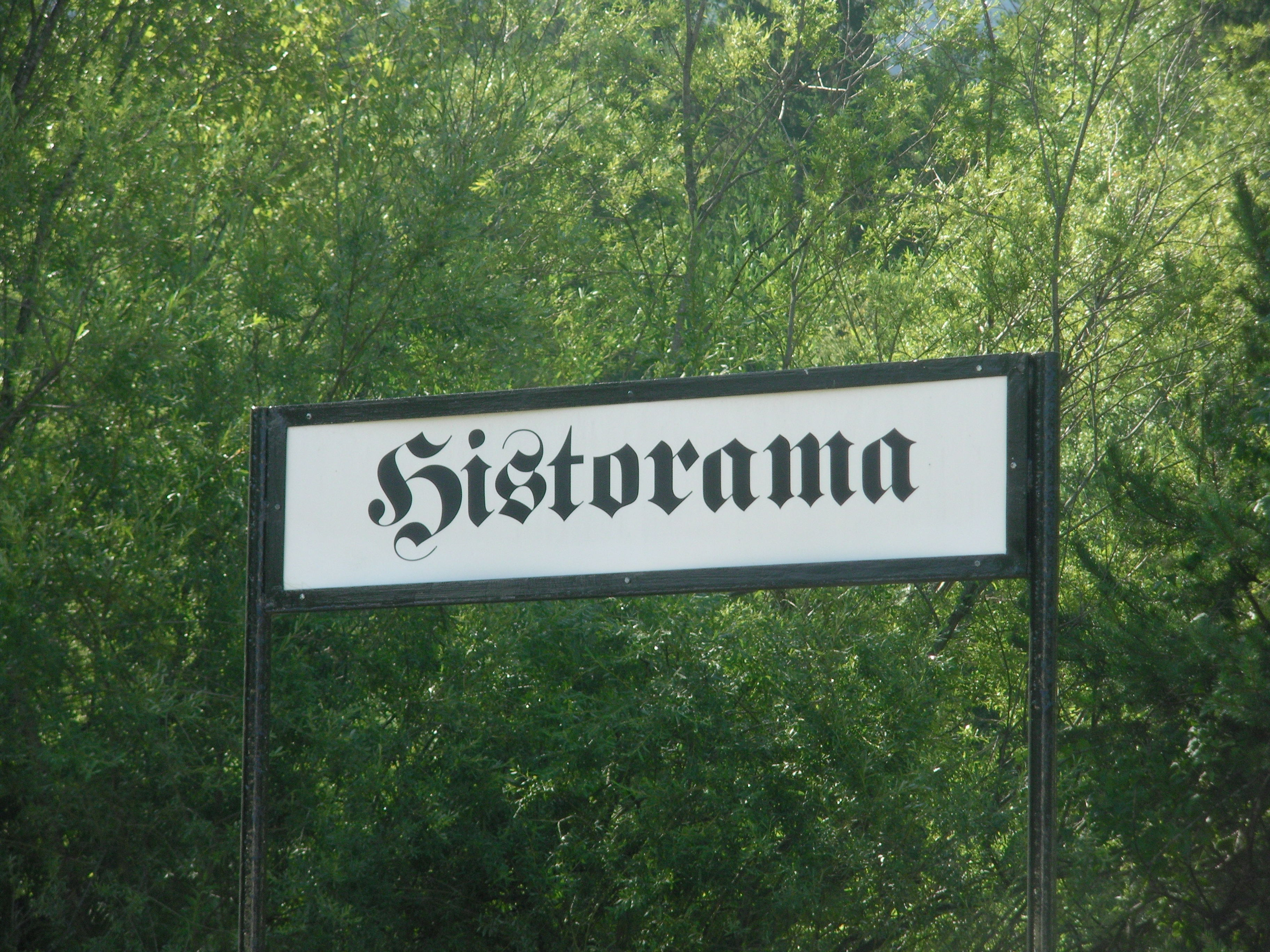
Haltestellentafel „Historama“

In den ehemaligen Hallen der KESTAG haben die Nostalgiebahnen in Kärnten das zweitgrößte österreichische Verkehrsmuseum (5000 m² Ausstellungsfläche) geschaffen. Die Ausstellung bietet in vielen verschiedenen Abteilungen einen Einblick in die technische Entwicklung seit dem 19. Jahrhundert. Neben Straßenbahnen, Feuerwehrfahrzeugen, PKW und LKW aus der Mitte des 20. Jahrhunderts finden sich auch Transportmittel aus dem 19. Jahrhundert, Exponate der Eisenbahn-Sicherungstechnik sowie eine originale Dampfmaschine einer Klagenfurter Lederfabrik. Ebenso existiert eine eigene Abteilung für die Geschichte der Technik im Haushalt. Die österreichische Post hat 2011 einen großen Teil ihrer historischen Fahrzeugsammlung dem Museum zur Erhaltung überlassen; dieser Sammlung ist eine eigene Halle gewidmet. Besondere Kuriositäten des Museums sind das älteste Kärntner Auto (von der Fahrzeugfabrik Thomas Bohrer) und auch ein Fluggerät im Stil von Otto Lilienthal, das dem Grafen Khevenhüller zu Hochosterwitz gehörte und im Burgverlies entdeckt wurde. Für die jungen Gäste gibt es eine große LGB-Modellbahnanlage, einen 2021 stark erweiterten Kinderbereich und eine „Rätselralley“, bei der man kleine Preise gewinnen kann. Beliebt sind auch die vielen im Museum zu findenden „Drücker“, die entweder eine Licht- oder Tonfunktion auslösen sowie zwei spezielle „Fotopoints“, bei denen sich die jungen Gäste als Straßenbahnfahrer oder LKW-Lenker versuchen können.

## Histotram Ferlach

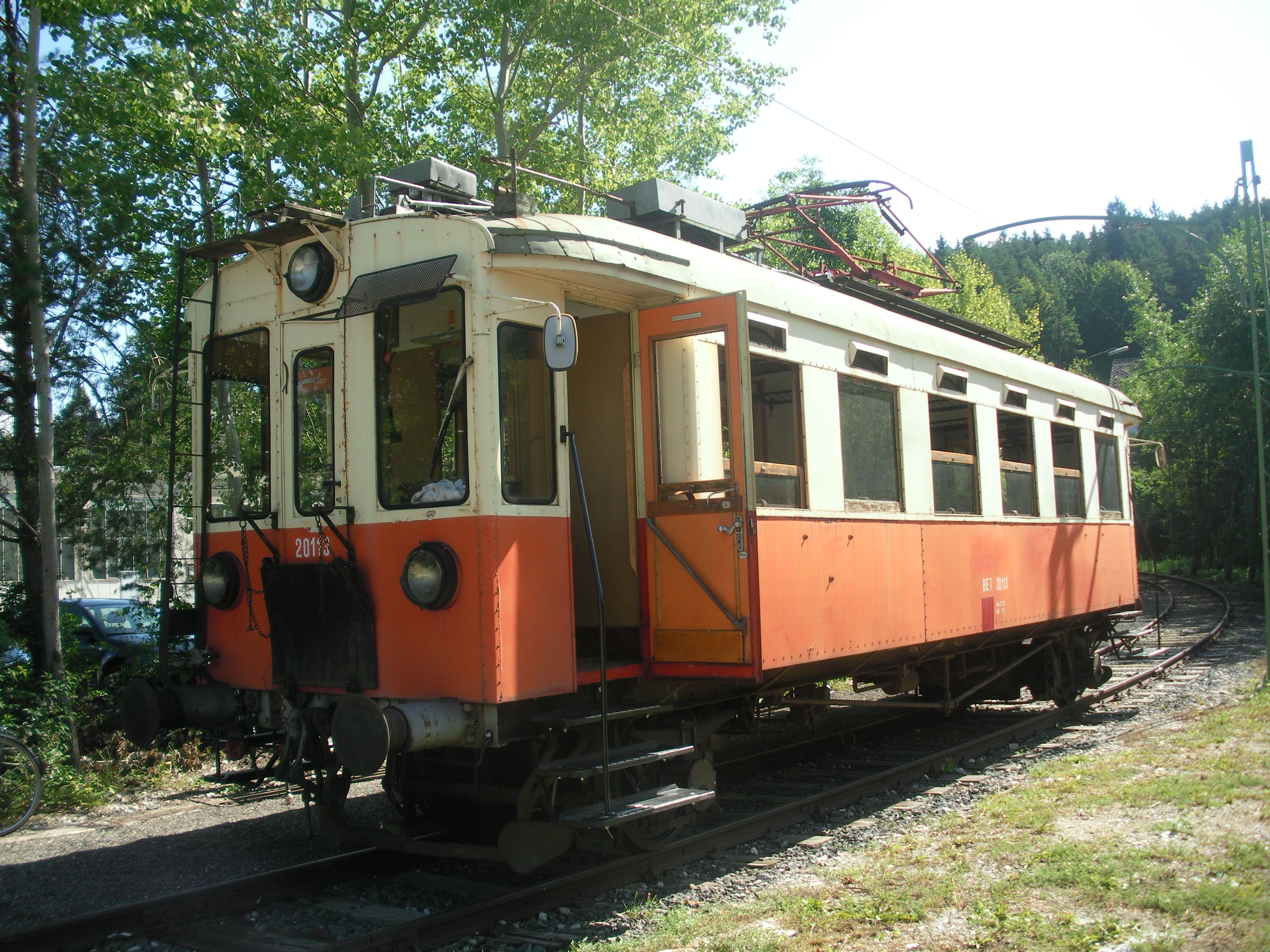
Triebwagen ET 22.104 (ehemals St & H) der Histotram Ferlach

Zwischen dem Bahnhof Ferlach und dem Museumsgelände des Historama (ca. 1,2 km entfernt) verkehrt seit 2012 die Histotram. Die ehemalige Anschlussbahn der KESTAG wurde nach Straßenbahnnorm elektrifiziert und wird mit historischen Straßenbahnwagen befahren. Besucher, die mit dem Dampfzug aus Weizelsdorf ankommen, haben damit einen stilechten Anschluss in das Museum. Auf der normalspurigen Strecke kommen Straßenbahnfahrzeuge aus Österreich und Deutschland zum Einsatz; diese stammen aus der umfangreichen Sammlung von Straßenbahnfahrzeugen, welche die Nostalgiebahnen in den vergangenen Jahren zusammentragen konnten und die teilweise in für das Publikum nicht zugänglichen Hallen des Historama-Geländes zur weiteren Aufarbeitung hinterstellt sind.
Für die in der Sammlung ebenfalls vorhandenen betriebsfähigen Fahrzeuge mit der Spurweite von 1000 mm bzw. 760 mm plant der Verein die Zulegung einer dritten Schiene auf der Strecke der Histotram vom Museum bis zur 2020 neu angekauften Fläche nördlich des Bahnhofs Ferlach, auf der mittelfristig eine eigene Straßenbahnausstellung entstehen soll.

## Oldtimer-Busflotte

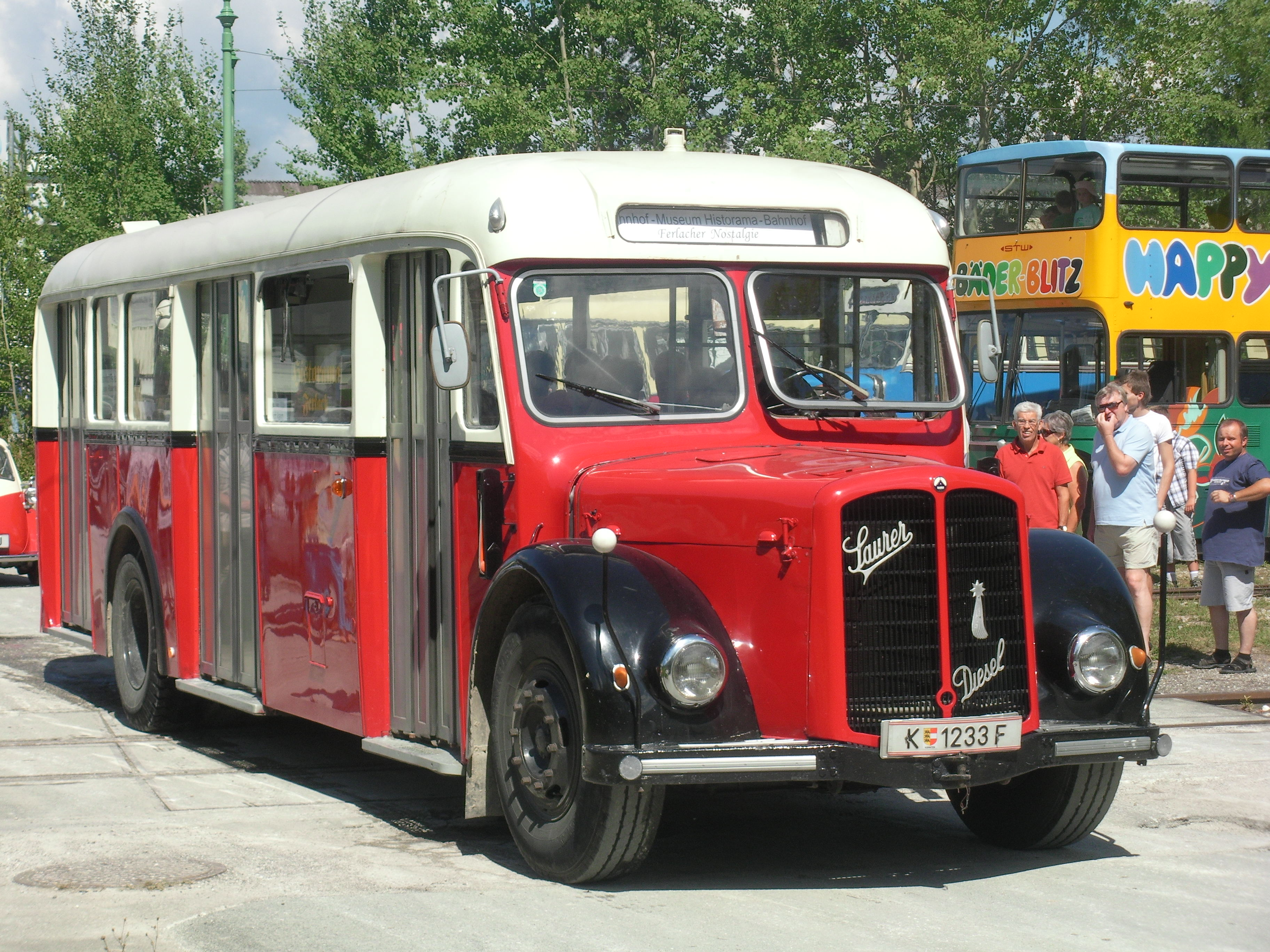
Oldtimer-Schnauzenbus der NBiK

Was mit einem angemieteten ehemaligen Wiener Stadtautobus begann, hat sich seit der Vereinsgründung zu einer veritablen Sammlung historischer Autobusse entwickelt. Derzeit sind nicht weniger als 15 Oldtimerbusse betriebsfähig im Bestand des Vereins, darunter ein Bustbus Baujahr 1947 sowie vier Cabriobusse der Marken Hanomag und Steyr, die teilweise aus kompletten Wracks rekonstruiert wurden und heute Unikate sind, da Cabriobusse dieser Bauarten als Neuwagen heute keine Zulassung mehr bekommen würden. Weitere Highlights der Sammlung sind der erste Steyr-Allrad-Schnautzenbus (bekannt als der „blaue Hochzeitsbus“), ein ehemaliger Büssing-Senator des Stadtverkehrs Klagenfurt und ein ehemaliger Stockbus der Berliner Verkehrsbetriebe, der als „Bäderblitz“ in Klagenfurt Berühmtheit erlangte und heute als „Historama-Express“ unterwegs ist. Alle betriebsfähigen Busse kann man auch für private Charterfahrten innerhalb Kärntens mieten. Planmäßige Fahrten gibt es in Klagenfurt (Stadtrundfahrten), in St. Kanzian am Klopeiner See und im Sommer zwischen Klagenfurt und dem Rosental. Dazu kommt noch der Pendelverkehr an Wochenenden zwischen Bahnhof Ferlach und dem Museum Historama, bei dem abwechselnd alle Fahrzeuge des Bestandes eingesetzt werden.

## Lendcanaltramway Klagenfurt
Nahe dem Strandbad Klagenfurt betreiben die NBiK eine ca. 800 m lange Demonstrationsstrecke für historische Fahrzeuge. Dieser Betrieb wurde von den KMB im Zuge der Vereinstrennung übernommen und bietet jeden Sommer die Möglichkeit, Straßenbahnwagen aus vergangener Zeit zu entdecken. Betrieben wird die Strecke mit einem Akkutriebwagen.

## Stadtverkehrsmuseum und Kinomuseum Klagenfurt
Bei der Einstiegsstelle der Lendcanaltramway am Lendkanal befindet sich der ehemalige Mittelwellensender des österreichischen Rundfunks, der nach seiner Stilllegung von den Nostalgiebahnen als Museumsgebäude übernommen werden konnte. Die Ausstellung zeigt die Geschichte des Klagenfurter Nahverkehrs auf der Schiene (Tramway), der Straße (O-Bus und Autobus) und Schifffahrt (Wörthersee-Schifffahrt und Lendkanalschifffahrt). Es gibt auch einen Literaturraum und jährlich wechselnde Sonderausstellungen. In das Museum integriert ist auch das Kinomuseum Klagenfurt, das sich mit der Geschichte des Kinos und des Films in Klagenfurt beschäftigt. 2011 konnte eine große Zahl historischer Projektoren, Kameras und Filmutensilien von einem privaten Sammler übernommen werden; daraus entsteht eine neue Abteilung mit dem Schwerpunkt „Wie das Kino in die gute Stube kam …“.

## Nostalgieschifffahrt Wörthersee
Auf dem Wörthersee betreiben die Nostalgiebahnen in Kärnten als Nostalgieschifffahrt Wörthersee zwei historische Motorschiffe, die Loretto und die Lorelei. Beide Schiffe wurden 1924 in Wien gebaut, befuhren 71 Jahre lang bis 1995 den Wörthersee, wurden an einen Private an der Donau verkauft und 1999 bzw. 2001 havariert von NBiK an den Wörthersee zurückgeholt. Restauriert stehen sie seit 2000 bzw. 2004 für Sonderfahrten zur Verfügung und fassen jeweils 50 Passagiere.

## Heizhaus Sankt Veit an der Glan

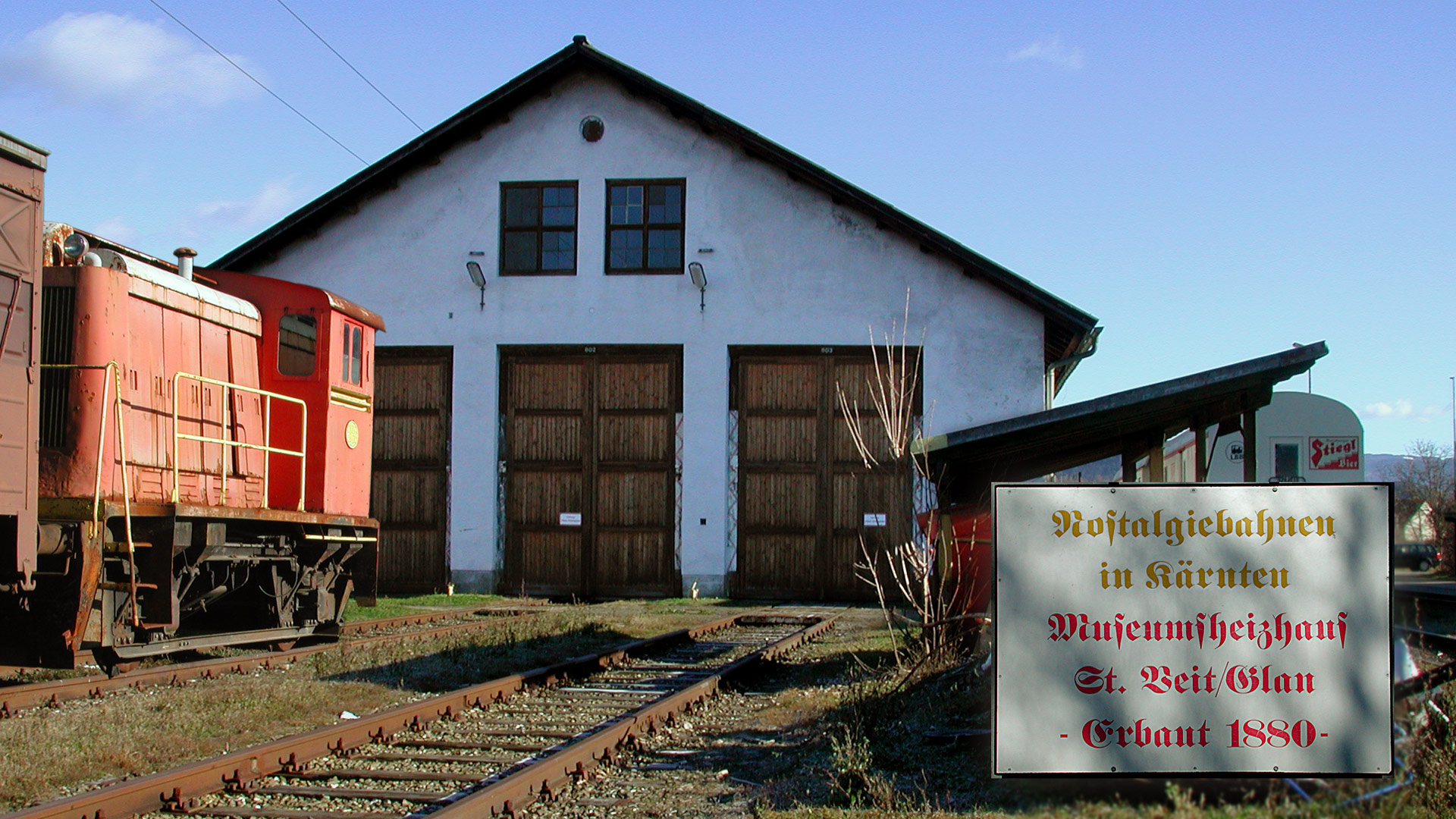
Museumsheizhaus der NBiK am St. Veiter Westbahnhof

In Sankt Veit an der Glan unterhielten die Österreichischen Bundesbahnen bis vor wenigen Jahren einen großen Verschiebebahnhof und ein eigenes Heizhaus. Als der Verschiebebahnhof geschlossen wurde, war auch das Ende des Heizhauses absehbar. Die Nostalgiebahnen in Kärnten konnten den gesamten Komplex erwerben und so für ihre historischen Normalspurfahrzeuge eine passende Unterstands- und Wartungsmöglichkeit schaffen.

## Museumswerkstätte Ferlach
Als Ergänzung zu allen Betrieben wurde in Ferlach eine großzügige Werkstattanlage geschaffen, in der historische Fahrzeuge aller Art aufgearbeitet bzw. repariert werden können. Um das Wissen um die alte Technik nicht verloren gehen zu lassen und da auch Maschinen für die Herstellung von Ersatzteilen, z. B. von Dampflokomotiven, immer rarer werden, ist diese Werkstätte von großer Bedeutung für die Nostalgiebahnen in Kärnten. Hier werden auch Fremdaufträge abgearbeitet und somit finanzielle Mittel für den weiteren Ausbau der Anlagen lukriert.

## Fahrzeuge (Auswahl)

### Dampflokomotiven
- Dampftramwaylokomotive „Adele“ (ex BHÉV 5, Baujahr 1888, betriebsfähig)
- 93.1332 (Baujahr 1927, betriebsfähig)
- 88.103 (KDL 8, Baujahr 1941, in HU)

### Elektrotriebfahrzeuge (15 kV 16,67 Hz)
- 1161.12 (Baujahr 1932, optisch aufgearbeitet, nicht betriebsfähig, nicht öffentlich zugänglich)
- 1245.05 (Baujahr 1935, betriebsfähig)
- 4042.01 (Baujahr 1936, betriebsfähig)
- 4042.02 (Baujahr 1936, Ersatzteilspender)

### Dieseltriebfahrzeuge
- GKB VT 10.01 (Baujahr 1953, betriebsfähig)
- GKB VT 10.08 (Baujahr 1962, nicht betriebsfähig)
- Vöest 383.10 (Baujahr 1957/Umbau 1968, betriebsfähig)
- „2061.201“  (Gmeinder Type D15BEx, Baujahr 1969, betriebsfähig)

### Straßenbahntriebwagen (Histotram Ferlach)
- ET 22.104 (ex Stern & Hafferl, Baujahr 1912, betriebsfähig)
- Duewag-Großraumwagen 437 (ex SSB ex Kleinbahn Wesel–Rees–Emmerich, Baujahr 1960, betriebsfähig)

### Busse
- ÖAF 5 DN 120-a („Bus 08“, ex Österreichische Post, Baujahr 1949, betriebsfähig)
- Saurer 5GFST („Bus 05“, ex Wiener Verkehrsbetriebe, Baujahr 1950, betriebsfähig)
- Steyr 380b („Bus 51“ & „Bus 52“, ex Österreichische Polizei, Baujahre 1950 & 1951, betriebsfähig)
- Hanomag Cabrio L289 („Bus 50“, ex Bereitschaftspolizei Tübingen, Baujahr 1951, betriebsfähig)
- Hanomag Cabrio L28 („Bus 60“, ex Bundespolizeidirektion Innsbruck, Baujahr 1953, betriebsfähig)
- Saurer 5 GF-U („Bus 16“, ex Österreichische Post, Baujahr 1954, betriebsfähig)
- Saurer 5GAF-0 Allrad („Bus 48“, ex Graz-Köflacherbahn, Baujahr 1955, betriebsfähig)
- Büssing 4500 T („Bus 42“, ex Grazer Verkehrsbetriebe, Baujahr 1955, betriebsfähig)
- Gräf und Stift FON 145 („Bus 97“, ex Österreichische Post, Baujahr 1962, betriebsfähig)
- Büssing Senator 12R  („Bus 59“, ex Stadtwerke Klagenfurt, Baujahr 1965, betriebsfähig)
- Saurer 4SHO („Bus 37“, ex Österreichische Bundesgendarmerie, Baujahr 1967, betriebsfähig)
- MAN Doppeldeckerbus  SD 200 („Bus 90“, ex Stadtwerke Klagenfurt ex Berliner Verkehrs-Betriebe, Baujahr 1976, betriebsfähig)
- Gräf & Stift SL 200 („Bus 72“, ex Stadtwerke Klagenfurt, Baujahr 1984, betriebsfähig)
- MAN Niederflurbus NL 223 („Bus 53“, ex Stadtwerke Klagenfurt, Baujahr 2000, betriebsfähig)

### Schiffe
- MS Loretto (Baujahr 1924, betriebsfähig)
- MS Lorelei (Baujahr 1924, betriebsfähig)[2]

## Rezeption
- GEO Reportage – Mit Volldampf durch Kärnten (Dokumentation, Regie: Gernot Stadler), ARTE, 2020